# Scopula butleri
Scopula butleri är en fjärilsart som beskrevs av Louis Beethoven Prout 1913. Scopula butleri ingår i släktet Scopula och familjen mätare. Inga underarter finns listade.